# 马万水
马万水（1923年—1961年），河北深县人，中华人民共和国政治人物。
1949年参加工作。1950年，当选全国劳动模范。1954年，当选第一届全国人民代表大会代表。